# 马永琳
马永琳（19世纪—1895年），华寺清真寺的中国穆斯林领导人，参与了对抗清朝的同治陕甘回变和1895年的穆斯林起事。他组织回族、东乡族、保安族和撒拉族民众推翻清朝在青海循化的统治。总兵汤彦和派军镇压。马永琳属于苏菲主义虎夫耶派系。他领导对清军的袭击。忠于朝廷的中国穆斯林如董福祥、马安良等击败了马永琳的穆斯林叛军。中国穆斯林军官马福禄和马福祥反对反叛的穆斯林，在战斗中击败了他们。
最后马永琳及其子及其他一百多名穆斯林叛首被董福祥俘虏斩首。